# 洪章仁
洪章仁，台灣醫生、醫學研究者。
在國立台灣大學醫學院醫學系（醫科）取得醫學學位，1978年到美國工作，1995年應邀回台灣出任台灣國立成功大學醫學院復健科教授兼主任、成大醫院復健醫學部主任，並在國立台灣大學醫學院復健科兼任教授，1996年起以醫學院復健科教授兼主任並兼物理治療學系主任。2015年後完全退休。現仍在台南市開元寺附設慈愛醫院任復健科專任醫師。
1997年從成大退休，轉為兼任教授，回美國加州大學專任教職，2000年在美國加州大學退休。
現在是弘光科技大學講座教授，國立台灣大學、國立成功大學醫學院復健科兼任教授，長庚醫院嘉義院區復健科顧問教授。
學術專長是復健醫學，特別是肌疼痛學（Myofascial pain）、電神經診斷學(Electrodiagnosis)、骨科復健。